# Шарлотта Гіґґінс
Шарло́тта Гі́ґґінс (англ. Charlotte Higgins, нар. 6 вересня 1972) — британська письменниця та журналістка.

## Молодість і освіта
Гіґґінс народилася в місті Сток-он-Трент, Англія, в сім'ї лікаря і медсестри, та здобула середню освіту в місцевій незалежній школі. Сімейний відпочинок на Криті та впливовий шкільний учитель пробудили в ній інтерес до класичних мов і культури. Вона вивчала класику (Literae Humaniores) в коледжі Балліол в Оксфорді.

## Кар'єра
Гіґґінс є головною кореспонденткою видання The Guardian з питань культури та членкинею редакційної ради. Раніше була кореспонденткою газети з питань мистецтва та редакторкою класичної музики; вона особливо цікавиться сучасною музикою. Почала свою журналістську кар'єру в журналі Vogue.
Опублікувала кілька книжок, три з яких про стародавній світ. Її перша книга присвячена Овідію та мала назву «Уроки латинського кохання» (англ. Latin Love Lessons) (2009). Її другою книгою стала «Мені це все по-грецьки» (2010) (англ. It's All Greek To Me), а третьою — «Під іншим небом» (2013) (англ. Under Another Sky), у якій розповідалося про подорожі Римською Британією. «Цей новий шум: Надзвичайне народження та неспокійне життя BBC» (англ. This New Noise: The Extraordinary Birth and Troubled Life of the BBC), історія BBC, опублікована у 2015 році. Її книга «Червона нитка: про лабіринти та лабіринти» (англ. Red Thread: On Mazes and Labyrinths) опублікована Penguin у 2018 році, і стала Книгою тижня BBC Radio 4 у серпні 2018-го.
Гіґґінс була суддею премії Art Fund Museums Prize, Товариства сучасного мистецтва та Королівської філармонії. Вона часто пише для Radio 3 і 4 на BBC, а також писала для The New Yorker, New Statesman і Prospect.

## Шарлотта Гіґґінс і Україна
Львівська муніципальна мистецька бібліотека отримала понад 420 кілограмів англомовних книжок з Лондона. Книжки отримали завдяки візиту Шарлотти Гіґґінс. «Ми дуже довго чекали, щоби розповісти про це. І ось, вже можна. Адже частина цих книжок уже на наших полицях», — зазначили пізніше в Мистецькій бібліотеці. У ній опинилося понад 500 видань — артбуки, альбоми, каталоги, журнали, книги про історію мистецтва та присвячені окремим художникам.

## Публікації
- Latin Love Lessons (2009).
- It's All Greek to Me (2010).
- Under Another Sky: Journeys in Roman Britain (2013).
- This New Noise: The Extraordinary Birth and Troubled Life of the BBC (2015).

## Нагороди
У 2010 році Гіґґінс стала лауреаткою премії Класичної асоціації. Її книга «Під іншим небом» (2013) увійшла до шорт-листа премії Семюеля Джонсона, премії Гесселль Тільтмана, премії Вейнрайта і нагороди Долмана за найкращу книгу про подорожі.
У 2016 році стала почесним доктором мистецтв Стаффордширського університету на знак визнання її видатної кар'єри журналістки та письменниці. 8 грудня 2016 року обрана членом Товариства антикварів Лондона (FSA).
Гіґґінс була лауреаткою премії Арнольда Беннетта 2019 року за її книгу «Червона нитка: про лабіринти та лабіринти» (2018).